# 奧倫巴赫河 (克羅姆巴赫河支流)
50°4′23.62″N 9°13′17.15″E / 50.0732278°N 9.2214306°E

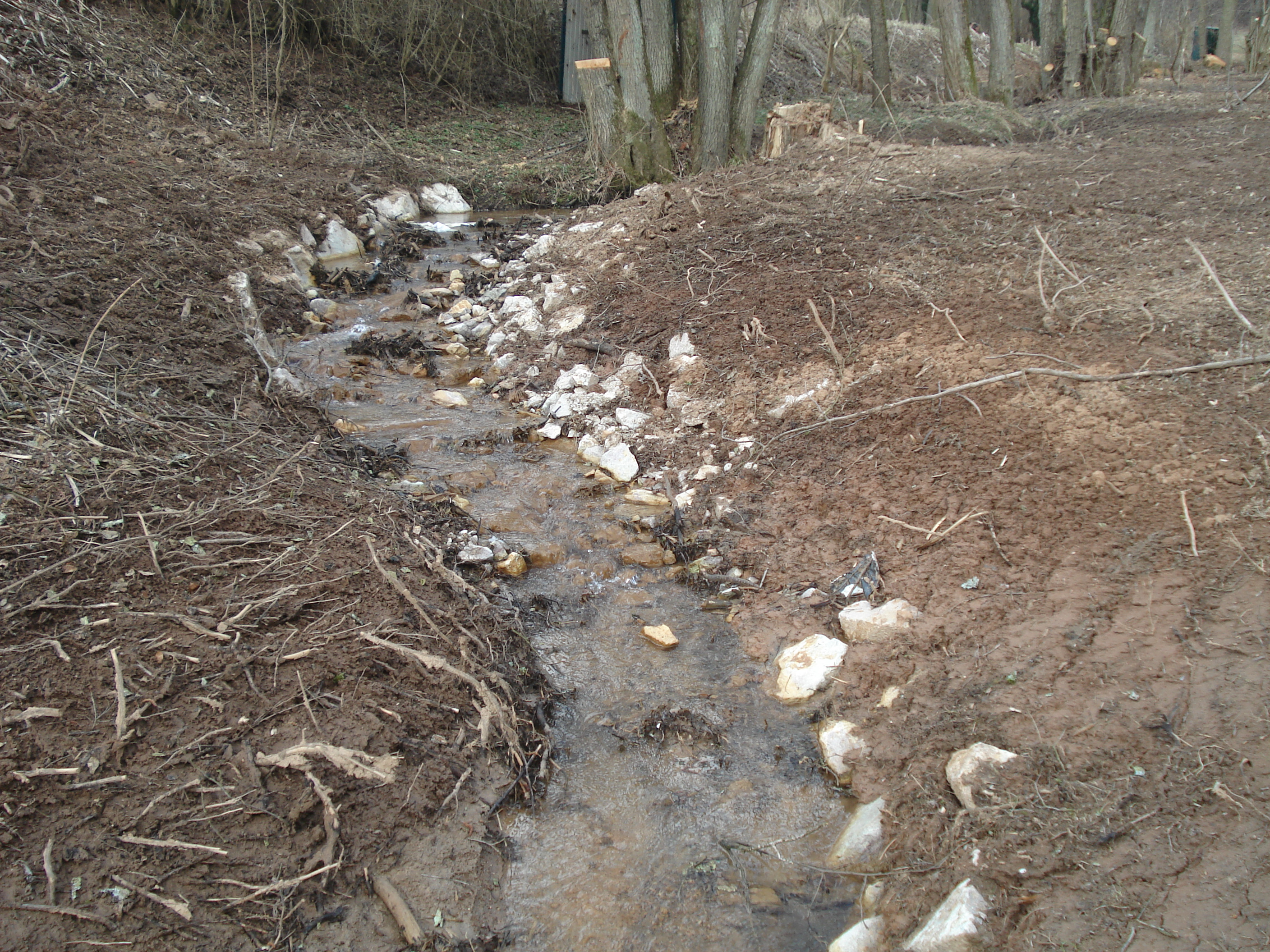

奧倫巴赫河（德語：Ohlenbach），是德國的河流，位於該國東南部，由巴伐利亞負責管轄，屬於克羅姆巴赫河的左支流，河道全長1.1公里，流域面積1平方公里。